# ジョン・カサヴェテス
ジョン・カサヴェテス（John Cassavetes, 1929年12月9日 - 1989年2月3日）は、アメリカ合衆国、ニューヨーク市出身の映画監督・俳優である。ジョン・カサベテスの表記もある。

## 来歴
両親はギリシャ移民。高校在学中に演技に興味を抱き、卒業後アメリカン・アカデミー・オブ・ドラマティック・アーツに入り、1954年に映画俳優としてデビューする。1956年にドン・シーゲル監督の映画『暴力の季節』に出演し、ハリウッドの注目を集める。その頃に知人と演劇のワークショップを開設し、そこでの即興演技の実験的延長として監督処女作『アメリカの影』（1959年）を製作する。
俳優としてはハリウッドにおいて数多くの名作に出演しており、『ローズマリーの赤ちゃん』、『明日よさらば』等で印象的な演技を残している。『特攻大作戦』ではアカデミー助演男優賞にノミネートされた。これらの俳優業の多くは、映画制作の資金を稼ぐためのものであったとも言われる。
1968年に、抵当に入れた自宅を舞台にインディペンデント映画『フェイシズ』を製作した。現場における即興演出を旨とし、スタッフは無償奉仕、自らも稼いだ資金はすべて撮影につぎ込んだ。この作品はヴェネツィア国際映画祭で主演のジョン・マーレイに男優賞をもたらし、第41回アカデミー賞では、自身の脚本賞を含む3部門ノミネートを果たし、インディペンデント映画というジャンルの確立に成功。1974年に公開された『こわれゆく女』を発表。妻と友人のピーター・フォークが主演を務め、第47回アカデミー賞では、自身が監督賞候補、妻が主演女優賞候補と、夫婦揃ってノミネートされ、その手腕を改めて発揮する形となった。その翌年には『オープニング・ナイト』が第25回ベルリン国際映画祭コンペティション部門に出品され、妻に銀熊賞 (女優賞)をもたらした。
1980年の『グロリア』は商業作としても成功し、ヴェネツィア国際映画祭では金獅子賞を受賞した。4年後の1984年には『ラヴ・ストリームス』を発表し、ベルリン国際映画祭金熊賞、国際批評家連盟賞を受賞した。
監督作では妻のジーナ・ローランズをはじめ、ピーター・フォーク、ベン・ギャザラ、シーモア・カッセルといった個性派の俳優たちが、それぞれのキャリアにおける重要な演技を残している。
公私にわたる仲間だったピーター・フォーク主演のテレビシリーズ『刑事コロンボ』にも、『黒のエチュード』（シーズン2 #10）の犯人役で出演している。
1989年にロサンゼルスの病院にて59歳で死去した。死因は肝硬変。

## 家族
妻はアメリカン・アカデミー・オブ・ドラマティック・アーツで出会い、1954年に結婚した、女優のジーナ・ローランズ。自身の監督作品に数多く出演しており、カサヴェテスが主演したテレビ・シリーズ『ジョニー・スタッカート』でも共演している。
ローランズとの間に3人の子供をもうけている。息子のニック・カサヴェテスは父と同様に俳優兼監督で、父の遺した脚本を映画化した『シーズ・ソー・ラヴリー』の監督を務めた。映画監督として『ブロークン・イングリッシュ』でデビューしたゾエ・カサヴェテスは次女。長女のザン・カサヴェテス（アレクサンドラ）も俳優、監督として活動している。

## レガシー
アミール・ナデリはジョン・カサヴェテスを20世紀で最も重要な映画作家だとしている。濱口竜介はカサヴェテスの強い影響を受け、東京大学文学部の卒業論文も「ジョン・カサヴェテスの時間と空間」だった。

## フィルモグラフィー

### 出演作品
- 暴力の季節 Crime in the Streets (1956)
- アメリカの影 Shadows (1959)
- 殺人者たち The Killers (1964)
- デビルズ・エンジェル Devil's Angels (1967)
- 特攻大作戦 The Dirty Dozen (1967)
- ローズマリーの赤ちゃん Rosemary's Baby (1968)
- 俺はプロだ! Roma come Chicago (1968)
- 明日よさらば Gli intoccabili (1969)
- 火曜日ならベルギーよ If It's Tuesday, This Must Be Belgium (1969)
- ハズバンズ Husbands (1970)
- 刑事コロンボ/黒のエチュード Columbo/ETUDE IN BLACK (1972)
- ビッグ・ボス Capone (1975)
- マイキー&ニッキー Mikey and Nicky (1976)
- パニック・イン・スタジアム Two-Minute Warning (1976)
- オープニング・ナイト Opening Night (1977)
- フューリー The Fury (1978)
- ブラス・ターゲット Brass Target (1978)
- チャンピオンへの道 Flesh & Blood (1979) テレビ映画
- この生命誰のもの Whose Life Is It Anyway? (1981)
- 死霊の悪夢 The Incubus (1982)
- テンペスト Tempest (1982)
- ライク・ファーザー・アンド・サン Marvin & Tige (1983)
- ラヴ・ストリームス Love Streams (1984)

### 監督・脚本作品
- アメリカの影 Shadows (1959)　監督・脚本
- よみがえるブルース Too Late Blues (1961)　監督・共同脚本
- 愛の奇跡 A Child Is Waiting (1963)　監督
- フェイシズ Faces (1968)　監督・脚本
- ハズバンズ Husbands (1970)　監督・脚本
- ミニー&モスコウィッツ Minnie and Moskowitz (1971)　監督・脚本
- こわれゆく女 A Woman Under the Influence (1974)　監督・脚本
- チャイニーズ・ブッキーを殺した男 The Killing of a Chinese Bookie (1976)　監督・脚本
- オープニング・ナイト Opening Night (1977)　監督・脚本
- グロリア Gloria (1980)　監督・脚本
- ラヴ・ストリームス Love Streams (1984)　監督・共同脚本
- ピーター・フォークのビッグ・トラブル Big Trouble (1986)　監督
- シーズ・ソー・ラヴリー She's so Lovely (1997) 脚本